# Yugur
Los yugur (chino: 裕固族; pinyin: Yùgù Zú) son uno de los 56 grupos étnicos oficialmente reconocidos por el gobierno de la República Popular China. Viven mayoritariamente en la provincia de Gansu y tienen una población aproximada de 15 000 personas, más de 10 mil viven en el Condado autónomo yugur de Sunan.

## Idioma
Los yugur hablan tres lenguas diferentes según su lugar de residencia. Los que habitan en la zona oeste hablan un dialecto de la familia de las lenguas túrquicas que recibe el nombre de raohul. Los que viven en Huangnibao hablan normalmente el chino. El idioma hablado por los yugur de la zona este es una lengua de origen mongol conocida como engle. Ni el engle ni el raohul tienen un sistema de escritura, por lo que tradicionalmente se han utilizado los caracteres han.

## Historia
El origen de este pueblo está en los huihe, un pueblo nómada que habitó cerca del río Erhui durante el reinado de la dinastía Tang. En el siglo IX, después de sufrir el ataque del pueblo kirguiz, emigraron en dos grupos separados: unos dieron origen a los uigur; los otros se convirtieron en los yugur.
El territorio ocupado por los yugur estuvo controlado por los mongoles hasta la dinastía Ming. Los Ming obligaron a los yugur a trasladar sus asentamientos más al oeste, detrás de la Gran Muralla. La etnia se partió de nuevo y los que emigraron se asimilaron con otras etnias, probablemente con los uigur. Los que regresaron a su situación anterior respecto a la muralla son los ascendientes de los yugur actuales. La zona fue durante muchos años casi innaccesible hasta que en 1963 se construyó el ferrocarril que unía Lanzhou con Ürümqi.

## Cultura
Las vestimentas tradicionales de los yugur tienen un estilo muy personal. Las mujeres utilizan vestidos de cuello alto de color azul o verde que complementan con chalecos. Las muchachas casaderas se peinan con pequeñas trenzas que unen para formar tres trenzas mayores. Los hombres utilizan botas altas y camisas se cuello alto abrochadas a un lado. Usan también sombreros altos que están rematados con brocados.

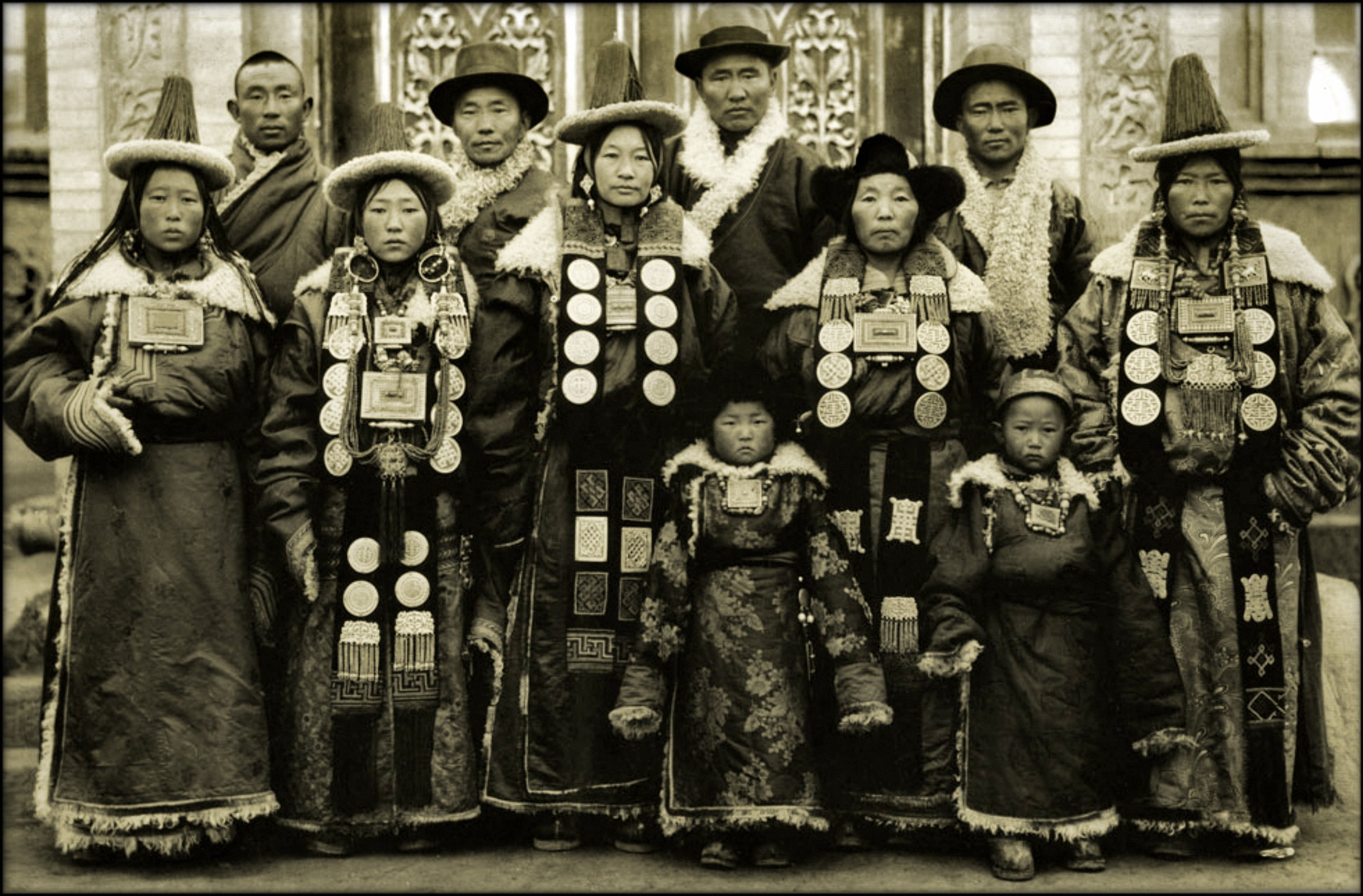
Familia posiblemente yugur en Lanchow, China. (1944)

Al igual que los tibetanos, los yugur creen que los cuervos ayudan a las almas de los muertos a alcanzar el cielo. Por eso, en lugar de enterrar los cadáveres, los llevan a un punto alejado en las montañas hasta que son devorados por estas aves. 

## Religión
A diferencia de otros pueblos de origen túrquido, los yugur no se convirtieron al islam. Aunque algunos se han convertido al budismo tibetano, la mayoría de los yugur sigue practicando religiones politeístas. 
Uno de los cultos más extendidos es el de adorar al emperador del cielo al que denominan Han Tengri. Cada familia recurre a su propio chamán para que les asesore en los temas espirituales. Los yugur creen también que algunos de sus dioses visten de rojo y cabalgan un caballo de este color. Por eso, los visitantes que visten ropas de color rojo no son bien recibidos en las casa yugur.